# Docteur Popaul
Pour plus de détails, voir Fiche technique et Distribution.
Docteur Popaul est un film franco-italien sorti en 1972 et réalisé par Claude Chabrol.

## Synopsis
Paul Simay, étudiant en médecine, épouse Christine, une jeune femme pas très belle et maladroite. Son père est directeur de clinique. 
Christine est heureuse malgré les nombreuses aventures de Paul avec ses maîtresses. Mais un accident de voiture le rend paraplégique et impuissant. Il se remémore son passé de coureur de jupons, de sa prédilection pour les femmes laides qui lui fit longtemps préférer Christine à sa jolie sœur Martine…

## Fiche technique
- Titre original: Docteur Popaul
- Réalisation : Claude Chabrol
- Assistant réalisateur : Henri Helman et Alain Wermus
- Scénario : Paul Gégauff d'après Meurtre à loisir, roman de Hubert Monteilhet
- Adaptation et dialogues : Claude Chabrol
- Décors : Guy Littaye
- Costumes : Karl Lagerfeld, Paulette Breil
- Photographie : Jean Rabier
- Son : Guy Chichignoud
- Bruiteur : Louis Devaivre
- Musique : Pierre Jansen
- Montage : Jacques Gaillard
- Production : André Génovès et Georges Casati
- Production déléguée : Alain Belmondo
- Société de production: France : Les Films de la Boétie, Cerito Films ; Italie : Rizzoli Film
- Société de distribution : Les Films de la Boétie
- Pays d'origine :  France -  Italie
- Langue originale : français
- Format : couleur (Eastmancolor) - 35 mm - 1,33:1 - son Mono
- Genre : comédie noire
- Durée : 115 minutes
- Date de sortie :
  - France : 29 septembre 1972
  - Italie : 24 février 1973 (à Milan)
- Film interdit aux moins de 13 ans lors de sa sortie en salles en France[1], puis réévalué tous publics en novembre 1989[2].
- Affiche : René Ferracci (France)

## Distribution
- Jean-Paul Belmondo : Docteur Paul Simay
- Mia Farrow (VF : Thalie Frugès)[3] : Christine Dupont
- Laura Antonelli (VF : Béatrice Delfe)[4] : Martine Dupont
- Marlène Appelt : l'infirmière Carole
- Dominique Zardi : l'Evêque
- Daniel Lecourtois : Professeur Dupont
- Daniel Ivernel : Docteur Berthier
- Michel Peyrelon : Joseph Melville, le prétendant aux betteraves
- Patrick Préjean : un prétendant
- Henri Attal : la sourde
- Christian Chauvaud : un copain du Dr. Popaul
- Maya Wodecka
- André Penvern
- Louis Navarre : un prétendant de Martine

## Autour du film
Au début du film, Chabrol rend hommage à deux series cultes de la bande dessinée, Lucky Luke avec Ma Dalton et Tintin avec Tintin au pays de l'or noir

## Box-office
Docteur Popaul rencontra dès sa sortie un énorme succès commercial, avec un total de 2 062 335 entrées au box-office français. S'il se classe à la  vingt-neuvième place des  meilleurs scores de la carrière de Belmondo au box-office, le long-métrage s'avère néanmoins le plus grand succès commercial de la carrière de son réalisateur et le seul ayant dépassé les deux millions.